# José Ramón Larraz
José Ramón Larraz (Barcellona, 1929 – Malaga, 3 settembre 2013) è stato un regista, fumettista e fotografo spagnolo.
Dopo essere stato fumettista e fotografo di moda, girò i suoi primi film come Ossessione carnale (1975) in Gran Bretagna, poi nel 1976 tornò a lavorare in Spagna; ha diretto film di diverso genere, ma è rimasto famoso soprattutto per i suoi film dell'orrore, gli ultimi dei quali furono coproduzioni Spagna/USA

## Biografia
Esordisce come illustratore per alcune riviste spagnole nel 1952 realizzando serie a fumetti come Aventuras de Wilkens, El Cazador per Alcotan  Castigo del Artico, Ray Walker e El Hombre del Asfalto per Nicolas. Si dedica poi a disegnare le serie Vivian, Pecas, Janet y Pipa per Florita e poi iniziare una collaborare, dopo essersi trasferito in Francia, con Marijac con il quale realizza nel 1954 Douce-Liane l'amie de la Jungle e Jenny la Fille du Désert per Mireille. In seguito iniziò a lavorare per l'agenzia Opera Mundi, per la quale realizzò numerose serie a strisce per i quotidiani e riviste come Jed Foran su Le Soir Capitaine Barroud su L'Equipe, Hommes et Bêtes su Francia-Soir, Cécile su Le Parisien Libéré, Tim la Brousse su Le Journal de Mickey Croc Blanc su Libération, La Guerre de Feu su L'Humanité e Yves la Brousse su Pilote. Iniziò a lavorare nel 1967 per la rivista franco belga Spirou usando vari pseudonimi; come Dan Daubeney, realizzò Christian Vanel e Michaël; come Gil ha scritto Paul Foran e poi, come Watman, ha realizzato serie di Paul Foran e Kim Norton. Pubblicò anche alcuni racconti con i personaggi di Boango e Yann le Gaël nella rivista Tintin per poi abbandonare il campo dei fumetti per dedicarsi alla regia di film horror in Gran Bretagna, oltre a alcuni film erotici per il mercato spagnolo negli anni ottanta e novanta.
Dopo aver realizzato diverse serie a Barcellona come quella di El Coyote scritta da José Mallorquí, si trasferì Prima in Francia, poi in Belgio e infine Inghilterra, dove continuò l'attività di disegnatore di fumetti oltre a fare fotografo di moda; qui conobbe registi come Josef Von Sternberg e i Carreras, produttori della Hammer Film Productions e, nel 1969, diresse il suo primo film dell'orrore, Whirpool, al quale ne seguiranno altri dello stesso genere e che saranno firmati con gli pseudonimi di Joseph Larraz come regista e Dan Daubeney come sceneggiatore.
In Inghilterra diresse Scream and die e Las hijas de Drácula; nel 1974 presentò al Festival di Cannes Symptons che ottenne buone recensioni. In Spagna lavorò principalmente per il produttore José Frade realizzando commedie e film horror come Rest in pieces  o Al filo del ax ; uno dei maggiori successi fu Powder Magic.
Si sposò con Vanessa Hidalgo, protagonista di uno dei suoi film più famosi, The Sexual Rites of the Devil. La sua ultima opera, la serie di Viento del Pueblo, risale al 2002; ha pubblicato nel 2012 un libro con le sue memorie, Del tebeo al cine, con mujeres de película.
Nei primi anni novanta si è ritirato; morì a Malaga il 3 settembre 2013.

## Filmografia

### Come autore e regista
- Whirpool (1970)
- Deviation (1971)
- Symptoms (Blood Virgin) (1974)
- L'ombra dell'assassino (The house that vanished - Scream... and Die - Don't go in the bedroom) (1975)
- Ossessione carnale (Vampyres - Daughters of Dracula - Blood Hunger) (1975)
- La ocasión (1978)
- The Coming of Sin (The violation of the bitch) (1978)
- Malizia erotica (El periscopio) (1979)
- The Golden Lady (1979)
- Stigma (1980)
- Lady Lucifera (Polvos mágicos) (1980)
- The National Mummy (1981)
- I riti sessuali del diavolo (Black candles - Sex rites of the Devil) (1982)
- Rest in pieces (1987)
- La danza del diavolo (Deadly Manor) (1990)